# Anticoma antarctica
Anticoma antarctica är en rundmaskart som först beskrevs av Carl Allgén 1929.  Anticoma antarctica ingår i släktet Anticoma och familjen Anticomidae. Inga underarter finns listade i Catalogue of Life.